# 需要と供給
ミクロ経済学において需要（じゅよう、英: demand）と供給（きょうきゅう、英: supply）は市場における価格の決定を説明する経済モデルである。
需要および供給の定義から説明すると、
需要とは、個人や企業などの経済主体が、市場において交換・販売を目的として提供されている財やサービスを購入しようとする（消費）行為であり、供給とは経済主体が市場で交換・販売を目的とし自己の所有物を提供する（生産）行為である。
「需要と供給」は合わせて短縮して需供（じゅきょう）とも呼ばれる。
マクロ経済学においても同様に、総需要と総供給の均衡により物価と産出量（あるいは生産量、またはGDP）が決まることを説明する総需要・総供給モデルが使われる。

## 概説
需要
とくに貨幣などの購買力に裏づけされた需要を「有効需要」という。貨幣経済では、（有効）需要量は、提供される財・サービスの価格、購入しようとする経済主体の欲の度合いや所得の程度によって決定されてくる。一般には（あくまで一般論としてはであるが）価格が上昇すると需要は減少する傾向がある。分かりやすく説明すると、価格が上昇すると経済主体の購入側の「購買意欲」が下がり、買おうとする行動が減る傾向がある。また、限定品や高級品などの少数品などに対して独占欲が刺激され、他の商品に対して異常な価格が付いたり、転売ヤーなど転売（独占）目的によるさらなる価格加熱により、さらなる購買意欲が減少で需要が減るということである。
供給
一般的な交換経済の場合は（あくまで一般的な交換経済の場合に限定した話であるが）、取引相手側が代価として提供するものが高い効用をもつときには、供給する側の供給しようとする意思は強くなり、結果として供給量は多くなる。分かりやすく説明すると、買い手側が高い値段で買うと分かっていると、売り手側（商品やサービスを提供する側）は、より多くの財貨を得られる（だろう）という期待が膨らみ、より多くの財貨が得られるならば、より多くの苦労をすることも「それだけの財貨が得られるならば、その苦労も、もっと我慢でき、さらに苦労すれば、それ相応に得られるものがある（規模拡大的思考）」や「他者が効率的に財貨を得ているなら、自分達も真似して儲けよう（新規参入的思考）」などとと考える傾向があり、結果として供給への意思が強くなり、結果として供給者側の供給のための活動量が増え、実際に供給量が増える傾向がある、ということである。
競争市場では、市場価格は絶対的なものではなく、市場価格や取引数量は需要量の大きさと供給量の大きさの相対的関係に応じて変動し、そして決まる。
以下で示す需要・供給分析は、ある財（物品）・サービスの市場に注目した分析となるため、部分均衡分析と呼ばれる。（すべての市場を同時に分析するものを一般均衡と呼び、対照的に扱われる。）

## 需要・供給分析

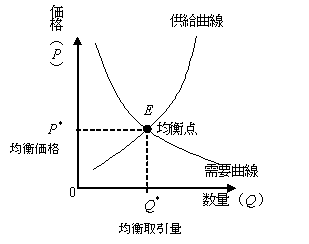
需要曲線と供給曲線。
競争市場においては財の市場価格が需要と供給によって決定される。財に対する価格は、需要量が増加すれば減少し需要曲線は右下がりとなり、供給量の増加は高価格帯（グラフ右側）が増加し供給曲線は右上がりとなる。需要量と供給量とが均等となる価格を均衡価格、取引数量を均衡需給量という。

### グラフの見方
需要曲線と供給曲線ともに、需要量（消費量）、供給量（生産量）の数量（横軸側、Q：Quantity）は各需要者、各供給者しか把握できない数量のため、供給側（メーカーの「メーカー希望小売価格」やお店の「店頭価格」の価格（縦軸側、Ｐ：Priⅽe）と、需要側（消費者）の購入予算などの価格側（縦軸）から各数量（横軸）の増減（変動）を見ていく。
また、一般の人は収入（給与）より支出の機会（買い物）が多く需要側の考え方になりやすいため、供給曲線の”供給数量が増えると価格が上昇する”事に対し、供給量や供給者の増加は価格競争の薄利多売や量産効果などによって低価格化する思いに対して逆行している違和感を感じるが、供給者の立場である就活やバイト探しの時を想定すれば、時給（供給価格）の高い企業に求人希望者（供給数量）が増加すると考えれば把握しやすい。
需給曲線を一般的なグラフの見方や考え方でとらえると、数量（x軸）に対して価格（ｙ軸）が決まる{\displaystyle y(x)=ax+b}と思ってしまうが、現代社会においては、先に決めた価格（ｙ軸）の商品値段や時給によって需要数量や求人者数（生産数量）の数量（x軸）が予測や推定ができる{\displaystyle x(y)=ay+b}の場合が大半なのである。つまり、需給曲線をそのままに縦軸と横軸を入れ替えると、クラフと経験則の整合性が取れやすい。

#### 需要曲線
需要側の考え方は、出費する側の立場になるので、低価格品（食料品や安価な商品（百均）など）の’グラフの下側’に対し、消費者は多くの人が欲しがるため、総数量は多くなり’曲線の端は右側’となる。また、高価格品（家や宝石、自動車など）の’グラフの上側’に対し、消費者は購入の機会が無かったり（購入資金不足）や、購入に対して慎重的になり購買意欲が膠着し、総数量が少なくなり’曲線の端は左側’となる。

#### 供給曲線
供給側の考え方は、労働やバイト等の労力を支払い、収入を得る側の立場になるので、高価格品（給与が高い）の労働には多く人が欲しがり総数量が多くなり’曲線の端は右側’となり、低価格品（バイトやパート※労働価格が低い代わりに労働時間が正社員より短いなどの利点がある）の労働は、全労働者に対して少数の育児世代や学生などの労働時間に対して制限のある労働者とし、総数量が少なくなり’曲線の端は左側’となる。
|              |              | 数量     | 数量     |
| 供給         | 需要         |          |          |
| ------------ | ------------ | -------- | -------- |
| 価格         | 高           | 多（右） | 少（左） |
| 価格         | 低           | 少（左） | 多（右） |
| 各曲線の向き | 各曲線の向き | ↗        | ↘        |

### 需要・供給分析
需要曲線と供給曲線を用いた分析では、アルフレッド・マーシャル以来の伝統により価格を縦軸に取る。
価格(P)と数量(Q)の関係は曲線によって図示される。
数量の変化率と価格の変化率の比は、弾力性といわれる。この弾力性が大きいほど、価格の変化に対する数量の変化は大きくなる。
なお、2本の需要曲線が交わっているような場合、その交点では、より傾きの緩やかな曲線のほうが、価格弾力性は大きい。
また、同じ価格に対応する数量が変化したとき、曲線そのものが移動する。より多くの数量が対応するように変化した場合、曲線は右方に移動する。

## 国内外需要

### 需要
需要（じゅよう）とは、財に対する購買力の裏づけのある欲。消費者側の「買いたい」という意欲。価格と需要量の関係を図示したのが需要曲線で、一般に右下がりの曲線である。これは価格が上がるほど需要量が減少することによる。これに対し、同じ価格に対応する需要量が増大して需要曲線そのものが右方に移動する（シフト）ことは、需要（需要量 ではない）の増大といわれる。「人々が物の価格が下がれば、その物の需要を増やす」という命題のことを需要法則という。なお、国内における需要を内需（ないじゅ）、その国以外からの需要を外需（がいじゅ）と呼ぶことがある。

### 供給
供給（きょうきゅう）とは、財（物品）やサービスを提供しようとする経済活動。生産者側の「売りたい」という意欲。価格と供給量の関係を図示したのが供給曲線で、一般に右上がりの曲線である。これは価格が上がるほど供給量が増大することによる。これに対し、同じ価格に対応する供給量が増大して供給曲線そのものが右方に移動することは、供給（供給量ではない）の増大といわれる。

## 均衡

### 均衡
需要曲線と供給曲線の交点で決まる状態を競争均衡と呼ぶ。このとき需要量と供給量は一致し、一義的に価格が定まる。この時の価格を均衡価格（または市場価格）、取引量（数量）を均衡取引量と呼ぶ。

### 均衡の安定性
需要曲線と供給曲線の交点で決まる価格が「安定的」であるということは、価格や数量が偶発的に均衡点を逸脱しても市場メカニズムの力学により均衡点に自動的に引き戻されるということである。このような均衡を「安定的均衡」という。
逆に「不安定」であるという場合は、均衡点を逸脱したとき、価格と数量が均衡点から離れていってしまうメカニズムが働くことであり、このような均衡を「不安定的均衡」という。
- ワルラス安定 - 供給量が需要量を超過した場合には価格の下落、需要量が供給量を超過した場合には価格の上昇によって、需要量と供給量の差が解消されるような関係になっていること。
- マーシャル安定 - 供給価格が需要価格を超過した場合には数量の減少、需要価格が供給価格を超過した場合には数量の増加によって、需要価格と供給価格の差が訂正されるような関係になっていること。

## 価格

### 価格統制
政府などが上限価格や下限価格を設定することを「価格統制 price control」という。たとえば家賃統制などで上限価格が設定されている場合、価格の上昇による供給量の増加と需要量の減少を通じた超過需要の解消が妨げられる。その結果、売り手による買い手に対する割り当てが発生することになる。これに対し最低賃金などで下限価格が設定されている場合には、価格の下落による供給量の減少と需要量の増加を通じた超過供給の解消が妨げられる。その結果、売れ残りが発生することになる。
また、最低賃金を設定することは（雇用されている人の給与の下限を保障し、被雇用者（労働者）の生活の質の改善に貢献するものであるが、一方で）、もしも労働市場で労働が供給過剰になったときは雇用者側は賃金を下げることができないので、失業（雇われない人）を生む原因ともなる。
経済学者のスティーヴン・ランズバーグは「原油価格が法律によって管理されれば、末端のガソリン価格は下がるどころか上がる。小売価格が間接的に管理されれば、精製業者が供給するガソリンの量（供給）は減るため、消費者が買うガソリン価格は上がるのは当然である」と指摘している。

### 価格の硬直性
需給の調整にあたって価格が変化しないことを価格の硬直性price rigidityという。たとえば実際の価格が均衡価格を上回っているものとする。このときに価格の硬直性があり、価格が下落しない場合、超過供給の解消は、需要曲線そのものの右方シフトによることになる。

### 物価と価格について
経済学者のクヌート・ヴィクセルは、名目価格（一般物価）の変動が、相対価格の変動とは根本的に異質な現象であることを発見した。
ミクロ経済学におけるP（価格）とマクロ経済学におけるP（物価）は、根本的に別の概念である。前者は個々の財の相対価格を表すものであるのに対し、後者は個々の財の価格を全体として平均した集計量としての物価水準を表すものである。

## 実需と仮需
実需とは、「実際の需要」の略であり、自分自身で使用する目的による需要を意味する。対義語は「仮需」であり、住宅で例えるなら自分が住むために購入せずに賃貸貸しで収益目的や投資目的での需要をという。商品先物取引などでは、投資家と比較し、原料を仕入れて加工するメーカーなどを「実需者」と呼ぶ。また、マーケティングでは、供給サイドの生産計画における需要予測に対して、「現実の販売実績」を実需という。

## 曲線のシフト要因

### 需要曲線
- 所得の変化
- 代替財（その財の価格の上昇が他方の財の需要量を増大させる財）の価格の変化
- 補完財（その財の価格の上昇が他方の財の需要量を減少させる財）の価格の変化
- 年齢構成などの人口構成の変化
- 嗜好の変化
- 情報（商品に対する消費者の知識）の変化
- 信用の入手可能性の変化
- 将来の予想の変化
- 技術革新などによる技術の変化（産業の機械化による、鉄、石油の需要増大など）

### 供給曲線
- 財を生産するために必要となる投入物の価格変化
- 技術革新などによる技術の変化
- 天候や疫病などの自然環境の変化
- 信用の入手可能性の変化
- 将来の予想の変化

## 需要・供給曲線の歴史
需要と供給は価格の関数としてグラフ表現される。需要曲線と供給曲線は、アルフレッド・マーシャルの『経済学原理』（1890年）で有名になったが、それ以前にも先駆者がいる。
需要曲線は、オーギュスタン・クールノーが『富の理論の数学的原理に関する研究』（1838）で最初に描いた(クールノー競争も参照)。
カール・ハインリヒ・ラウの『経済学の諸原理』(1841(1826-37))も独自の関数を描いた。
ジュール・デュピュイ の「公共事業の効用の測定について」(1844)も独自の関数を描いた。
ハンス・カール・エミル・フォン・マンゴルトの『国民経済学概説』(1863)でも独自の関数が描かれた。
供給曲線は、フリーミング・ジェンキンが1870年に描いた。
需要曲線と供給曲線は、アルフレッド・マーシャルの『経済学原理』（1890年）で有名になり、価格を縦軸で表す習慣は今でも一般的である。
供給または需要が価格以外の他の変数の関数である場合、曲線間のシフトを構成する他の変数の変化を伴う曲線、または高次元空間の曲面によって表される。

## 日本史用語としての「供給」
近代以前の日本史において「供給」という言葉は、漢語では「くごう/ぐきゅう」、和訓では「たてまつりもの」と呼ばれていた。
「供給」という言葉は元々は隋・唐の律令用語で、律令とともに日本にもたらされた。現代経済学においては、特定の物資を不特定多数に提供することを「供給」と呼ぶが、この場合には「食料及びそれに準じる物」を特定の相手に提供することを指して「供給」と称した。すなわち、公的な目的をもった使者やそれに準じる使者・客人（荘園領主が現地に派遣する使者など）に対して通過する地域において食料を提供し、付随して使者が必要とする物資など（休憩・宿泊する宿駅や交代の馬匹など）も合わせて供給した。また、こうした使者や客人が目的地に到着（落付）した際に現地の人たちが3夜連続で飲食や贈物などをもって接待して無事な到着を祝う三日厨という行事も行われたが、その際に提供された飲食や贈物及び接待そのものを「供給」と呼んだ。